# Torneo de Campeones de la CBF
El Torneo de Campeones de Brasil, fue un torneo oficial de fútbol, organizado por la Confederação Brasileira de Futebol; con el mismo modelo de algunos Campeonatos Brasileros en el año de 1982; el campeón fue el América F.C

## Historia
En el torneo intervinieron 18 clubes, todos los campeones y subcampeones de competiciones nacionales oficiales ya disputadas en Brasil, el Campeonato Brasileiro y el Torneo Rio-São Paulo, el América do Rio 18º clasificado del ranking CBF y el Santa Cruz Futebol Clube, 19º del mismo ranking, participaron en substitución del Clube de Regatas do Flamengo, que prefirió hacer una gira por el exterior.

## Participantes
| - América-RJ - Atlético Mineiro - Bahia - Botafogo - Corinthians - Cruzeiro - Fluminense - Fortaleza - Grêmio | - Guarani - Internacional - Náutico - Palmeiras - Portuguesa - Santa Cruz - Santos - São Paulo - Vasco da Gama |

## Segunda fase
|  | Cuartos de final       | Cuartos de final       |                |               | Semifinales            | Semifinales            |  |            | Final                    | Final                    |  |
|  | 2 y 3 de junio de 1982 | 2 y 3 de junio de 1982 |                |               | 6 y 8 de junio de 1982 | 6 y 8 de junio de 1982 |  |            | 10 y 12 de junio de 1982 | 10 y 12 de junio de 1982 |  |
|  |                        |                        |                |               |                        |                        |  |            |                          |                          |  |
|  |                        |                        |                |               |                        |                        |  |            |                          |                          |  |
|  | Atlético Mineiro       | 0                      |                |               |                        |                        |  |            |                          |                          |  |
|  | Atlético Mineiro       | 0                      |                |               |                        |                        |  |            |                          |                          |  |
|  | América-RJ             | 1                      |                |               |                        |                        |  |            |                          |                          |  |
|  | América-RJ             | 1                      |                | América-RJ(4) | 1                      |                        |  |            |                          |                          |  |
|  |                        |                        |                | América-RJ(4) | 1                      |                        |  |            |                          |                          |  |
|  |                        |                        | Portuguesa (3) | 1             |                        |                        |  |            |                          |                          |  |
|  | Fluminense             | 0                      | Portuguesa (3) | 1             |                        |                        |  |            |                          |                          |  |
|  | Fluminense             | 0                      |                |               |                        |                        |  |            |                          |                          |  |
|  | Portuguesa             | 3                      |                |               |                        |                        |  |            |                          |                          |  |
|  | Portuguesa             | 3                      |                |               |                        |                        |  | América-RJ | 1-2                      |                          |  |
|  |                        |                        |                |               |                        |                        |  | América-RJ | 1-2                      |                          |  |
|  |                        |                        | Guarani        | 1-1           |                        |                        |  |            |                          |                          |  |
|  | Internacional          | 2                      | Guarani        | 1-1           |                        |                        |  |            |                          |                          |  |
|  | Internacional          | 2                      |                |               |                        |                        |  |            |                          |                          |  |
|  | Bahia                  | 3                      |                |               |                        |                        |  |            |                          |                          |  |
|  | Bahia                  | 3                      |                | Bahia         | 0                      |                        |  |            |                          |                          |  |
|  |                        |                        |                | Bahia         | 0                      |                        |  |            |                          |                          |  |
|  |                        |                        | Guarani        | 1             |                        |                        |  |            |                          |                          |  |
|  | São Paulo              | 0                      | Guarani        | 1             |                        |                        |  |            |                          |                          |  |
|  | São Paulo              | 0                      |                |               |                        |                        |  |            |                          |                          |  |
|  | Guarani                | 1                      |                |               |                        |                        |  |            |                          |                          |  |
|  | Guarani                | 1                      |                |               |                        |                        |  |            |                          |                          |  |
|  |                        |                        |                |               |                        |                        |  |            |                          |                          |  |

## Finales
| 10 de junio de 1982 | Guarani     | 1:1 (0:0) | América-RJ | Estádio Brinco de Ouro da Princesa, Campinas                                     |                                                                                  |
|                     | Marcelo 56' |           | Elói 71'   | Asistencia: 8.103 espectadores Árbitro(s): Maurílio José Santiago (Minas Gerais) | Asistencia: 8.103 espectadores Árbitro(s): Maurílio José Santiago (Minas Gerais) |

| 12 de junio de 1982 | América-RJ                            | 2:1 (1-1) | Guarani  | Estadio Maracaná, Río de Janeiro                                                    |                                                                                     |
|                     | Moreno 13' Gilson Gênio 115' Prórroga |           | Elói 71' | Asistencia: 11.329 espectadores Árbitro(s): Carlos Rosa Martins (Rio Grande do Sul) | Asistencia: 11.329 espectadores Árbitro(s): Carlos Rosa Martins (Rio Grande do Sul) |

| Río de Janeiro                |
| Campeón América Football Club |